# Union nationale pour le progrès de la Roumanie

Logo jusqu'en 2016.

L’Union nationale pour le progrès de la Roumanie (Uniunea Națională pentru Progresul României, UNPR, en roumain) est un parti politique roumain de centre gauche, fondé en 2010 par des dissidents du Parti social-démocrate (PSD) et du Parti national libéral (PNL). 
Le 12 juillet 2016, l'ancien président Traian Băsescu annonce que l'UNPR fusionnerait avec son parti, le Parti Mouvement populaire, le 20 juillet 2016, mais le processus échoue et Gabriel Oprea réorganise le parti en juin 2018.

## Histoire
Il soutient le gouvernement Boc II et le gouvernement Ungureanu, pourtant issus du centre droit. À l'approche des élections législatives du 9 décembre 2012, il constitue l'Alliance de centre gauche (ACS) avec le Parti social-démocrate, composante de l'Union sociale-libérale (USL). L'accord de création de l'ACS prévoit le retour de l'UNPR au sein du PSD en 2013.
Lors des élections européennes de 2014, l'UNPR, allié au Parti social-démocrate et au Parti conservateur, remporte deux sièges des 32 alloués à la Roumanie.
À l'été 2015, le Parti populaire - Dan Diaconescu se fond dans l'UNPR. 
En juin 2016, l'ancien président de la République Traian Băsescu annonce l’absorption de l'UNPR par sa formation politique, le Parti Mouvement populaire (PMP).

## Équipe dirigeante
Elle était initialement présidée par le député Marian Sârbu, ancien vice-président du PSD, secondé par le ministre de la Défense de l'époque, Gabriel Oprea. Le sénateur et ancien ministre des Affaires étrangères, Cristian Diaconescu, occupe le poste de président d'honneur. Tous sont d'anciens sociaux-démocrates.
Oprea a ensuite pris la succession de Sârbu à la présidence du parti, et a été nommé Vice-Premier ministre dans le gouvernement Ponta II, formé en décembre 2012 par le PSD et le PNL.
En mars 2016, Valeriu-Andrei Steriu succède à Oprea à la tête du parti, celui-ci étant poursuivi pénalement par la Direction nationale anticorruption.

## Idéologie
L'UNPR se définit comme un parti de centre gauche progressiste.

## Présidents
- Marian Sârbu (2010-2012)
- Gabriel Oprea (2012-2016)
- Valeriu Steriu (2016)
- Gabriel Oprea (depuis 2018)

## Résultats électoraux

### Élections parlementaires
| Année | Chambre des députés | Chambre des députés | Sénat            | Sénat            | Gouvernement                                                                    |
| Année | %                   | Mandats             | %                | Mandats          | Gouvernement                                                                    |
| ----- | ------------------- | ------------------- | ---------------- | ---------------- | ------------------------------------------------------------------------------- |
| 2012  | au sein de l'USL    | au sein de l'USL    | au sein de l'USL | au sein de l'USL | Ponta II (2012-2014), III (2014) et IV (2014-2015), soutien externe (2015-2016) |

### Élections européennes
| Année | %    | Mandats | Rang | Tête de liste | Groupe |
| ----- | ---- | ------- | ---- | ------------- | ------ |
| 2014  | 37,6 | 2 / 32  | 1re  | Corina Crețu  | S&D    |
| 2019  | 0,61 | 0 / 32  | 11e  | Gabriel Oprea |        |